# Main dans la main, les enfants
Pour plus de détails, voir Fiche technique et Distribution.
Main dans la main, les enfants (手をつなぐ子等, Te o tsunagu kora) est un film japonais de Hiroshi Inagaki sorti en 1948 d'après un scénario de Mansaku Itami.

## Synopsis
Kanta, un enfant faible d’esprit, est victime de persécutions à l'école. Plusieurs fois transféré, il finit par trouver un instituteur indulgent et chaleureux. Kanta, qui révèle des talents cachés comme être capable de fabriquer des balles d'argile parfaitement sphériques, se fait des camarades et commence à aimer l’école. Mais l'arrivée de Kinzo, un garçon intelligent et manipulateur change la donne.

## Fiche technique

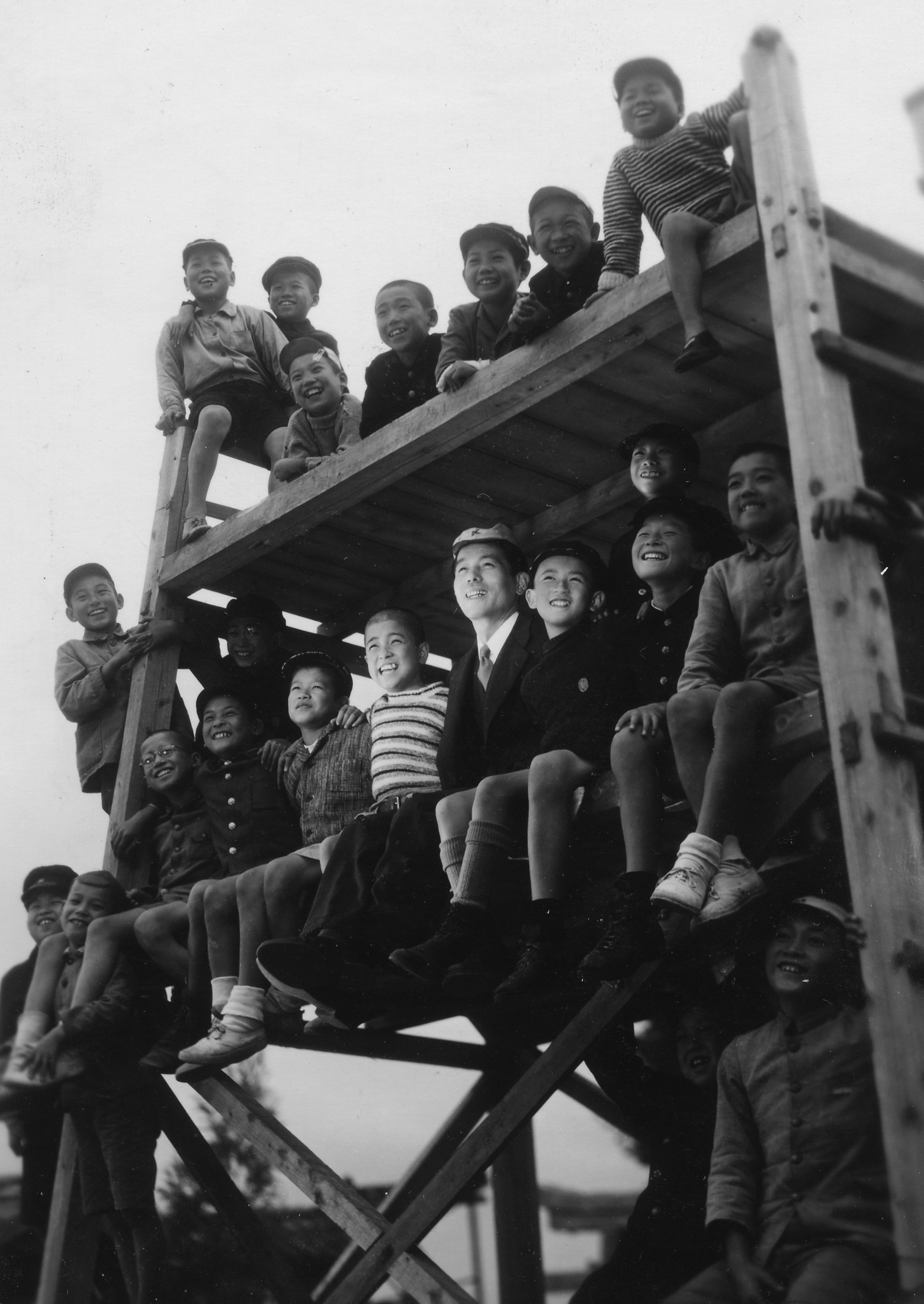
Chishū Ryū (au centre) et des enfants dans Main dans la main, les enfants.

- Titre : Main dans la main, les enfants[1]
- Titre original : 手をつなぐ子等 (Te o tsunagu kora?)
- Réalisation : Hiroshi Inagaki
- Scénario : Mansaku Itami d'après un roman de Ichiji Tamura
- Photographie : Kazuo Miyagawa
- Montage : Shigeo Nishida
- Musique: Masao Ōki
- Producteur : Hideo Matsuyama (ja)
- Société de production : Daiei
- Pays d'origine :  Japon
- Langue originale : japonais
- Format : noir et blanc - format 4/3 - son mono
- Genre : comédie dramatique
- Durée : 86 minutes[2]
- Date de sortie :
  - Japon : 30 mars 1948[2]

## Distribution
- Chishū Ryū : l'instituteur
- Takashi Hatsuyama : Kanta Nakayama
- Haruko Sugimura : la mère de Kanta
- Ryōsuke Kagawa (en) : le père de Kanta
- Musei Tokugawa : le principal
- Hiroyuki Nagato : Kenji Okumura

## Récompenses et distinctions
- Prix du meilleur acteur pour Chishū Ryū et prix du meilleur scénario pour Mansaku Itami aux prix du film Mainichi de 1949[3]